# Nokia N93
Nokia N93 — мультимедійний смартфон. Знімає відео в DVD якості, легко підключається до телевізору. Камера 3,2 мегапікселя оснащена 3-кратним оптичним зумом з автофокусом. На карті пам'яті Micro SD об'ємом 2 ГБ поміщаються 1500 композицій. Смартфон підтримує ігрову платформу N-Gage.